# Selección de fútbol sala de Guadalupe
La Selección de fútbol sala de Guadalupe es el equipo que representa al país en el Campeonato de Futsal de Concacaf y es controlado por la Liga Guadalupense de Fútbol. Al no formar parte de la FIFA, la selección no puede participar en la Copa Mundial de fútbol sala de la FIFA.

### Campeonato de Futsal de Concacaf
| Campeonato de Futsal de Concacaf | Campeonato de Futsal de Concacaf | Campeonato de Futsal de Concacaf | Campeonato de Futsal de Concacaf | Campeonato de Futsal de Concacaf | Campeonato de Futsal de Concacaf | Campeonato de Futsal de Concacaf | Campeonato de Futsal de Concacaf |
| Año                              | Ronda                            | J                                | G                                | E                                | P                                | GF                               | GC                               |
| -------------------------------- | -------------------------------- | -------------------------------- | -------------------------------- | -------------------------------- | -------------------------------- | -------------------------------- | -------------------------------- |
| 1996 - 2012                      | No participó                     | No participó                     | No participó                     | No participó                     | No participó                     | No participó                     | No participó                     |
| 2016                             | No clasificó                     | No clasificó                     | No clasificó                     | No clasificó                     | No clasificó                     | No clasificó                     | No clasificó                     |
| 2021                             | Se retiró                        | Se retiró                        | Se retiró                        | Se retiró                        | Se retiró                        | Se retiró                        | Se retiró                        |
| Total                            | 0/7                              | -                                | -                                | -                                | -                                | -                                | -                                |